# James Etokebe
James Etokebe – nigeryjski piłkarz grający na pozycji pomocnika. W swojej karierze rozegrał 1 mecz w reprezentacji Nigerii.

## Kariera reprezentacyjna
W reprezentacji Nigerii Etokebe zadebiutował 18 marca 1984 w przegranym 1:3 finałowym meczu Pucharu Narodów Afryki 1984 z Kamerunem i był to jego jedyny rozegrany mecz w kadrze narodowej. Z Nigerią wywalczył wicemistrzostwo Afryki.